# Le Retour du banni
Le Retour du banni est le troisième et dernier tome de la trilogie Le Conclave des ombres, série de fantasy écrite par Raymond Elias Feist.
Le livre est sorti le 24 avril 2009 aux éditions Bragelonne.

## Résumé
Kaspar, ancien duc d'Olasko, qui échoua face à Ser Fauconnier, est exilé sur le continent de Novindus, où il est abandonné en pleine nature par Magnus. Il doit se battre jour après jour pour espérer survivre sur un continent, ravagé par la Reine Emeraude des années plus tôt, afin de pouvoir rentrer chez lui, à Olasko, pour se venger de Ser Fauconnier.
Durant son périple, qui dura plus d'une année, il fit la rencontre de Flynn et de ses trois compagnons, qui avaient l'intention de ramener au Port des Etoiles, une créature maudite, qui s'avère être un Talnoy, afin de se libérer de lui.

## Personnages
Les personnages principaux sont :
- Kaspar d'Olasko
- Pug
- Serwin Fauconnier
- Talnoy

## Sources
- Le site officiel de Raymond E. Feist
- Le site des éditions Bragelonne
- Forum Les chroniques de Krondor (inscription requise)